# Équipe d'Équateur de football à la Coupe du monde 2006
L'équipe d'Équateur de football s'est qualifiée pour la coupe du monde 2006 en Allemagne. Elle a affronté la Pologne, le 9 juin, le Costa Rica, le 15 juin et l'Allemagne, le 20 juin.

## Qualifications
| Amérique du sud | Amérique du sud | Amérique du sud | Amérique du sud | Amérique du sud | Amérique du sud | Amérique du sud | Amérique du sud | Amérique du sud | Amérique du sud | Amérique du sud | Amérique du sud | Amérique du sud | Amérique du sud | Amérique du sud | Amérique du sud | Amérique du sud | Amérique du sud | Amérique du sud | Amérique du sud | Amérique du sud |
| Classement      | Classement      | Classement      | Classement      | Classement      | Classement      | Classement      | Classement      | Classement      | Classement      | Résultats       | Résultats       | Résultats       | Résultats       | Résultats       | Résultats       | Résultats       | Résultats       | Résultats       | Résultats       | Résultats       |
| --------------- | --------------- | --------------- | --------------- | --------------- | --------------- | --------------- | --------------- | --------------- | --------------- | --------------- | --------------- | --------------- | --------------- | --------------- | --------------- | --------------- | --------------- | --------------- | --------------- | --------------- |
|                 | Nation          | Pts             | J               | G               | N               | P               | BP              | BC              | Diff            | Nation          | BRÉ             | ARG             | ÉQU             | PAR             | URU             | COL             | CHI             | VEN             | PER             | BOL             |
| 1               | Brésil          | 34              | 18              | 9               | 7               | 2               | 35              | 17              | +18             | Brésil          |                 | 3-1             | 1-0             | 4-1             | 3-3             | 0-0             | 5-0             | 3-0             | 1-0             | 3-1             |
| 2               | Argentine       | 34              | 18              | 10              | 4               | 4               | 29              | 17              | +12             | Argentine       | 3-1             |                 | 1-0             | 0-0             | 4-2             | 1-0             | 2-2             | 3-2             | 2-0             | 3-0             |
| 3               | Équateur        | 28              | 18              | 8               | 4               | 6               | 23              | 19              | +4              | Équateur        | 1-0             | 2-0             |                 | 5-2             | 0-0             | 2-1             | 2-0             | 2-0             | 0-0             | 3-2             |
| 4               | Paraguay        | 28              | 18              | 8               | 4               | 6               | 23              | 23              | 0               | Paraguay        | 0-0             | 1-0             | 2-1             |                 | 4-1             | 0-1             | 2-1             | 1-0             | 1-1             | 4-1             |
| 5               | Uruguay         | 25              | 18              | 6               | 7               | 5               | 23              | 28              | -5              | Uruguay         | 1-1             | 1-0             | 1-0             | 1-0             |                 | 3-2             | 2-1             | 0-3             | 1-3             | 5-0             |
| 6               | Colombie        | 24              | 18              | 6               | 6               | 6               | 24              | 16              | +8              | Colombie        | 1-2             | 1-1             | 3-0             | 1-1             | 5-0             |                 | 1-1             | 0-1             | 5-0             | 1-0             |
| 7               | Chili           | 22              | 18              | 5               | 7               | 6               | 18              | 22              | -4              | Chili           | 1-1             | 0-0             | 0-0             | 0-1             | 1-1             | 0-0             |                 | 2-1             | 2-1             | 3-1             |
| 8               | Venezuela       | 18              | 18              | 5               | 3               | 10              | 20              | 28              | -8              | Venezuela       | 2-5             | 0-3             | 3-1             | 0-1             | 1-1             | 0-0             | 0-1             |                 | 4-1             | 2-1             |
| 9               | Pérou           | 18              | 18              | 4               | 6               | 8               | 20              | 28              | -8              | Pérou           | 1-1             | 1-3             | 2-2             | 4-1             | 0-0             | 0-2             | 2-1             | 0-0             |                 | 4-1             |
| 10              | Bolivie         | 14              | 18              | 4               | 2               | 12              | 20              | 37              | -17             | Bolivie         | 1-1             | 1-2             | 1-2             | 2-1             | 0-0             | 4-0             | 0-2             | 3-1             | 1-0             |                 |

## Maillot
Le maillot de l'équipe d'Équateur est fourni par l'équipementier Marathon.
| Couleurs | Jaune, bleu et rouge |
| Marque   | Marathon             |
| Domicile | Extérieur            |

## Effectif
Le 15 mai 2006, le sélectionneur, Luis Fernando Suárez, a annoncé une liste composée de vingt-trois joueurs pour le mondial.
| Numéro / Nom | Numéro / Nom         | Club                 | Date de naissance | J.              | Buts            |                 |                 |                 |
| Gardiens de but | Gardiens de but      | Gardiens de but      | Gardiens de but   | Gardiens de but | Gardiens de but | Gardiens de but | Gardiens de but | Gardiens de but |
| --- | -------------------- | -------------------- | ----------------- | --------------- | --------------- | --------------- | --------------- | --------------- |
| 1 | Edwin Villafuerte    | Deportivo Quito      | 12.03.1979        | 0               | 0               | 0               | 0               | 0               |
| 12 | Cristian Mora        | LDU Quito            | 26.08.1979        | 4               | 0               | 1               | 0               | 0               |
| 22 | Damian Lanza         | SD Aucas             | 10.04.1982        | 0               | 0               | 0               | 0               | 0               |
| Défenseurs |                      |                      |                   |                 |                 |                 |                 |                 |
| 2 | Jorge Guagua         | El Nacional          | 28.09.1981        | 3               | 0               | 0               | 0               | 0               |
| 3 | Iván Hurtado         | Al Arabi Doha        | 16.08.1974        | 3               | 0               | 1               | 0               | 0               |
| 4 | Ulises de la Cruz    | Aston Villa          | 08.02.1974        | 4               | 0               | 2               | 0               | 0               |
| 5 | José Luis Perlaza    | CD Olmedo            | 06.10.1981        | 0               | 0               | 0               | 0               | 0               |
| 13 | Paul Ambrosi         | LDU Quito            | 14.10.1980        | 1               | 0               | 0               | 0               | 0               |
| 17 | Giovanny Espinoza    | LDU Quito            | 12.04.1977        | 4               | 0               | 0               | 0               | 0               |
| 18 | Neicer Reasco        | LDU Quito            | 23.07.1977        | 3               | 0               | 0               | 0               | 0               |
| Milieux de terrain |                      |                      |                   |                 |                 |                 |                 |                 |
| 6 | Patricio Urrutia     | LDU Quito            | 15.10.1977        | 3               | 0               | 0               | 0               | 0               |
| 7 | Christian Lara       | El Nacional          | 27.04.1980        | 2               | 0               | 0               | 0               | 0               |
| 8 | Édison Méndez        | LDU Quito            | 16.03.1979        | 4               | 0               | 1               | 0               | 0               |
| 14 | Segundo Castillo     | El Nacional          | 15.05.1982        | 3               | 0               | 1               | 0               | 0               |
| 15 | Marlon Ayovi         | Deportivo Quito      | 27.08.1971        | 1               | 0               | 0               | 0               | 0               |
| 16 | Antonio Valencia     | Recreativo de Huelva | 04.08.1985        | 4               | 0               | 2               | 0               | 0               |
| 19 | Luis Saritama        | Deportivo Quito      | 20.10.1983        | 0               | 0               | 0               | 0               | 0               |
| 20 | Edwin Tenorio        | Barcelona SC         | 16.06.1976        | 3               | 0               | 0               | 0               | 0               |
| Attaquants |                      |                      |                   |                 |                 |                 |                 |                 |
| 9 | Félix Borja          | Olympiakos           | 02.04.1983        | 1               | 0               | 0               | 0               | 0               |
| 10 | Iván Kaviedes        | Argentinos Juniors   | 24.10.1977        | 4               | 1               | 0               | 0               | 0               |
| 11 | Agustín Delgado      | LDU Quito            | 23.12.1974        | 3               | 2               | 0               | 0               | 0               |
| 21 | Carlos Tenorio       | Al Sadd Doha         | 14.05.1979        | 2               | 2               | 1               | 0               | 0               |
| 23 | Christian Benítez    | El Nacional          | 01.05.1986        | 1               | 0               | 0               | 0               | 0               |
| Sélectionneur |                      |                      |                   |                 |                 |                 |                 |                 |
| | Luis Fernando Suárez |                      | 23.12.1959        |                 |                 |                 |                 |                 |
| Réserve Joueurs qui n'ont pas participé au stage d'entraînement mais qui pouvaient faire office de remplaçants jusqu'au 8 juin |                      |                      |                   |                 |                 |                 |                 |                 |
| Non communiquée |                      |                      |                   |                 |                 |                 |                 |                 |

## Compétition

### Buteurs
| Classement | Nom             | But(s) |
| 1          | Carlos Tenorio  | 2      |
| -          | Agustín Delgado | 2      |
| 3          | Iván Kaviedes   | 1      |